# Szélpál Árpád
Szélpál Árpád, 1919-ig Schwartz Árpád (Törökszentmiklós, 1897. november 2. – Sceaux (Hauts-de-Seine), Franciaország, 1987. március 26.) költő, újságíró, fotóművész.

## Élete
Schwartz Lipót férfiszabó és Steinberger Sarolta gyermekeként született. Tanulmányait Budapesten végezte, a Galilei Kör tagja volt, Kassák csoportjához csatlakozott, első versei a Ma folyóiratban jelentek meg. A forradalmakban az avantgárd csoport publicistájaként vett részt, a tanácsköztársaság bukása után 10 hónapi börtönre ítélték.
Az 1920-as években a Népszava állandó munkatársa, Kassák Lajos Munka-körének tagja volt. 1925–1926-ban a Periszkop budapesti szerkesztője volt. 1933-ban Esztergályos Jánossal megalapította a Munkáskórus című folyóiratot. 1935 és 1939 között a Népszava Naptár szerkesztője volt.
1938-tól a Népszava tudósítója lett Párizsban. 1940-ben a dél-franciaországi szabad zónába menekült, s mezőgazdasági munkásként dolgozott. 1945 után ismét a Népszava párizsi tudósítója volt, később Sceaux-ba költözött. A francia rádió magyar osztályának munkatársa volt. 1970-ben nyugdíjba vonult.
Felesége Braun Katalin festőművésznő volt, Braun Salamon és Klein Róza lánya, akit 1934. július 3-án Budapesten, a Józsefvárosban vett nőül.

## Művei
- Tüntetés (versek, Budapest, 1918)
- Szélpál Árpád 20 verse (versek, Budapest, 1927)
- Az új Párizs (Párizs, 1945)
- Versek (versek, Párizs, 1977)
- Keréknyom (versek, Párizs, 1979)
- Les haillons de la vieillesse (versek, Párizs, 1982)
- Forró hamu (visszaemlékezések, Budapest, 1984)
- 5 év isten háta mögött (visszaemlékezések, Budapest, 1985)
- Csipkebokor (válogatott és új versek, Budapest, 1987)
- Az idők rianása. Szélpál Árpád emlékkönyv; szerk. Fehér Imre; Városi Könyvtár, Törökszentmiklós, 1997